# Cambarincola goodnighti
Cambarincola goodnighti är en ringmaskart som beskrevs av Holt 1973. Cambarincola goodnighti ingår i släktet Cambarincola och familjen Cambarincolidae. Inga underarter finns listade i Catalogue of Life.